# WISE 1627+3255
WISE 1627+3255 is een bruine dwerg met een spectraalklasse van T6. De ster bevindt zich 50,2 lichtjaar van de zon in het sterrenbeeld Hercules en heeft een schijnbare magnitude van +16,61.